# Trogir
Trogir (Tragurium em latim, Traù em italiano) é uma cidade histórica e porto da Croácia, na costa oriental do mar Adriático. Localiza-se no condado de Split-Dalmácia, 27 km a oeste de Split. Sua população é de 10.907 habitantes e a população total de seu município, 13.322 habitantes (censo de 2001).
O centro histórico de Trogir é considerado pela UNESCO como Patrimônio da Humanidade.

## História

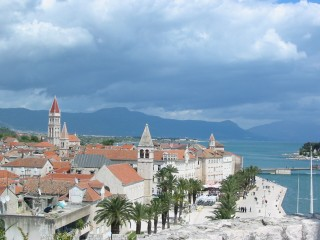
Vista de Trogir

Trogir foi fundada por colonos gregos da ilha de Vis no século III a.C. e tornou-se um grande porto na época romana. A prosperidade de Salona, porém, reduziu a importância da cidade. Com a destruição de Salona, seus habitantes refugiaram-se em Trogir. A partir do século IX, Trogir pagava tributo aos governantes croatas. A diocese de Trogir foi estabelecida no século XI (e abolida em 1828). Em 1107, Colomano (Kálmán em húngaro), rei da Hungria e da Croácia, outorgou autonomia à cidade por meio de uma carta de foral.
Em 1123, foi conquistada e quase completamente destruída pelos sarracenos. Entretanto, Trogir logo recuperou-se e passou por um período de grande prosperidade nos séculos XII e XIII. Em 1242, a invasão dos tártaros fez com que o rei Bela IV (Béla IV em húngaro) buscasse refúgio na cidade. Nos séculos XIII e XIV, os membros da família Šubić era frequentemente eleitos duques pelos cidadãos de Trogir; Mladen III (1348), segundo inscrição em sua lápide sepulcral na catedral de Trogir, era chamado "o escudo dos croatas" e pertencia à família.
O longo período de governo veneziano começou em 1420. Com a queda da República de Veneza em 1797, Trogir passou às mãos do Império Habsburgo, situação que perdurou até 1918, exceto pela ocupação francesa de 1806 a 1814. Após a Primeira Guerra Mundial, a cidade, juntamente com o restante da Croácia, tornou-se parte do Reino dos Sérvios, Croatas e Eslovenos (mais tarde, Reino da Iugoslávia). Durante a Segunda Guerra Mundial, Trogir foi ocupada pela Itália, havendo sido liberada em 1944. A partir de então, integrou a segunda Iugoslávia até a independência da Croácia, em 1991.

## Patrimônio cultural
Trogir possui 2.300 anos de tradição urbana contínua. Sua rica cultura foi influenciada pelos gregos, pelos romanos e pelos venezianos. A cidade reúne palácios, igrejas, torres, fortalezas, todos numa pequena ilha, inscrida em 1997 na lista do Patrimônio da Humanidade da UNESCO.
A cidade constitui o complexo românico-gótico mais bem preservado do Adriático e, possivelmente, da Europa Central. O centro medieval de Trogir, cercado por muralhas, inclui um castelo e torre preservados e uma série de residências e palácios dos períodos românico, gótico, renascentista e barroco. O edifício mais grandioso é a igreja de São Lourenço, cujo portal principal ocidental é uma obra prima de Radovan e o trabalho mais significativo do estilo romanesco-gótico na Croácia.
Os locais mais importantes são:
- o centro histórico, com cerca de 10 igrejas e diversos edifícios do século XIII em diante;
- o portão da cidade (século XVII) e as muralhas (século XV);
- a Fortaleza Camerlengo (século XV);
- o Palácio Ducal (século XIII);
- a catedral de São João (século XIII) com o portal do Mestre Radovan; e
- os palácios Cipiko grande e pequeno (do século XV em diante).

## Economia
A atividade econômica mais importante de Trogir é o turismo, que cobre 50% do orçamento municipal. A população ao redor tem uma forte tradição nas áreas de pesca e agricultura.
A indústria mais importante é a de construção naval. O estaleiro "Trogir" tem capacidade para duas embarcações de 55.000 toneladas.